# 峨眉楠
峨眉楠（学名：Phoebe sheareri var. omeiensis）为樟科楠属下的一个变种。

## 扩展阅读
- 維基物種上的相關：峨眉楠